# Nofret
| nfr | n · f · r · t | B1 |

| nfr | n · f · r · t | B1 |

Nofret byla egyptská žena v období 4. dynastie.
Její jméno (v egyptštině nfrt) znamená „Krásná“.

## Život
Rodiče Nofret nejsou známí. Nofret se vdala za prince Rahotepa, stala se tak snachou faraona Snofrua. S Rahotepem měla tři dcery a tři syny.
Nofret byla pohřbena se svým mužem v mastabě 16 v Médúmu. V roce 1871 byly nalezeny jejich dnes velmi známé sochy.  Nofret je zobrazena s černou parukou a velmi světlou tváří. Sochy jsou nyní v Káhirském muzeu.

## Děti
Děti Nofret a Rahotepa měly všechny stejný titul:
- „Králův známý“ Džedi
- „Králův známý“ Itu
- „Králův známý“ Neferkau
- „Králova známá“ Mereret
- „Králova známá“ Nedžemib
- „Králova známá“ Sethtet[1]

## Sochy Nofret a Rahotepa

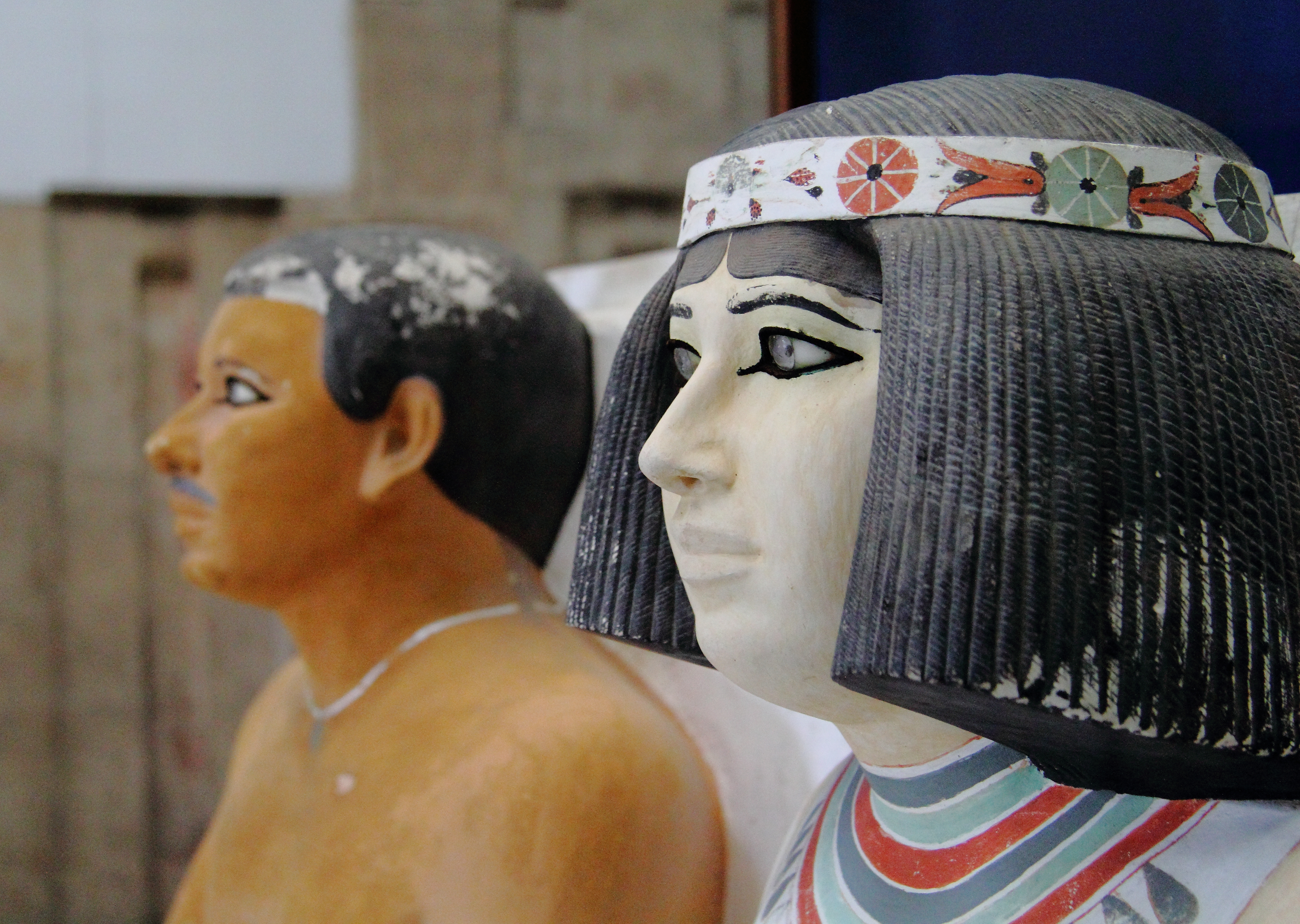
Sochy Rahotepa a Nofret v Káhirském muzeu

Socha prince Rahotepa má šest sloupců textu, zaznamenávajících jeho tituly a povolání. Tři sloupce vpravo a tři vlevo.
Nofret má jeden sloupec textu vpravo a druhý vlevo. Je označena jako „rḫt-nsw nfrt“. První dvě slova, rḫt-nsw znamenají „Králova známá“ a nfrt, znamená „krásná (žena)“. Její oči jsou modré, což je v egyptském umění velmi vzácné, oči Egypťanů byly většinou vyobrazeny hnědé. Je možné, že byla etnicky Berber, protože její vzhled je velice podobný egyptskému stylu vyobrazení Libyjců.